# Stadion Kantrida
Stadion Kantrida višenamjenski je stadion u Rijeci. Nalazi se na Kantridi, između Športsko-rekreacijskog centra 3. maj i Bazena Kantrida.

## Povijest

### Stara Kantrida
Stadion je izgrađen 1913. godine, a svečano je otvoren utakmicom Victorije sa Sušaka i zagrebačkog Građanskog 1. lipnja 1913. godine u kojoj je Victorija slavila s 3:0.
Apsolutni rekord posjećenosti stadiona postignut je 1999. kada je na Kantridi gostovao Osijek, tada se okupilo oko 26.000 ljudi. 1984. Rijeka je ugostila Real Madrid, i u toj utakmici pobjedu Rijeke 3:1 gledalo je 22.000 gledatelja. Legendarne su i utakmice kvalifikacija za prvu nogometnu ligu Jugoslavije protiv Crvenke i Novog Sada koje je gledalo preko 20.000 gledatelja. 
Kantrida je bila rekonstruirana nekoliko puta. Kapacitet od 25.000 gledatelja, koji je imala prije zabrane stajaćih mjesta, smanjivan je do kapaciteta od približno 10.000 gledatelja na sjedećim mjestima. Napravljen je na mjestu bivšeg kamenoloma i zato ga zovu stadionom pod stijenama. Ima izuzetno atraktivan i jedinstven položaj: na jednoj strani su stijene, a na drugoj more.
Tijekom radova u 2010. godini na pomoćnom igralištu Stadiona Kantrida postavljena je nova umjetna trava koja udovoljava najvišim FIFA-inim standardima za umjetne travnjake. Igralište je dobilo i novi sustav polijevanja travnjaka te su izrađeni nova zaštitna ograda i sedam metara visoka čelična konstrukcija uz južni rub igrališta. Također, povećana je i udaljenost zidova od linije igrališta, a zidovi su dodatno obloženi. Nakon izvedenih radova i provedenih testiranja, igralište je dobilo FIFA Recommended 2 Star certifikat, koji u Hrvatskoj ima još jedino igralište reprezentacije u Rovinju. 
Objekt je s centrom grada povezan autobusnom linijom br. 1. Osnovna namjena je za športove: nogomet i atletiku. Uz to objekt se povremeno koristi za koncerte i turnire.

### Nova Kantrida
Damir Mišković vlasnik je NK Rijeka. Nakon što se, na prijedlog gradonačelnika Vojka Obersnela, Gradsko vijeće Grada  Rijeke odreklo prava prvokupa, Teanna limited i Social Sport potpisali su pravne akte kojima je izvršena primopredaja kluba. Prva odluka koja je donesena je izgradnja nove Kantride.[nedostaje izvor]
Novi stadion imat će oko 14 000 sjedećih mjesta i zadoboljavat standarde UEFA-4 kategorije. Osim toga imat će fan zonu, ugostiteljske objekte i razne druge sadržaje. Cijena gradnje bila bi 25, a cijena popratnih sadržaja još 15 milijuna eura. Uredit će se cijeli obalni pojas. U sklopu stadiona, tik uz more, trebalo bi niknuti Riječko sportsko selo i hotel za zdravstveni turizam. [nedostaje izvor]
Zbog izmjene generalnog urbanističkog plana, izgradnja nove Kantride neće se graditi još 2 godine.

## Opis
Površina športskog objekta iznosi 21.318 m2 (glavno igralište), 8.000 m2 (pomoćno igralište), površina pratećih sadržaja iznosi 1.320 m2, a površina vanjskog prostora iznosi 35.000 m2.
Osnovni dio objekta čine glavno i pomoćno nogometno igralište, pomoćni prostorni su svlačionice, uredske i klupske prostorije te teretana, a u sklopu stadiona nalaze se buffet i restoran. Gledalište ima 10.275 sjedećih i 2.000 stajaćih mjesta.

## Vanjske poveznice
- Stadion Kantrida na stranicama HNK Rijeka  Arhivirana inačica izvorne stranice od 21. listopada 2012. (Wayback Machine)